# Tkivno inženjerstvo
Tkivno inženjerstvo je biomedicinska inženjerska disciplina koja koristi kombinaciju ćelija, inženjeringa, metoda materijala i odgovarajućih biohemijskih i fizičko-hemijskih faktora za obnavljanje, održavanje, poboljšanje ili zamenu različitih tipova bioloških tkiva. Tkivno inženjerstvo često uključuje upotrebu ćelija postavljenih na skele tkiva u formiranju novog održivog tkiva u medicinske svrhe, ali nije ograničeno na aplikacije koje uključuju ćelije i skele tkiva. Iako je nekada bilo kategorisano kao podoblast biomaterijala, pošto je poraslo u obimu i važnosti, može se smatrati zasebnom oblasti.
Dok većina definicija tkivnog inženjerstva pokriva širok spektar primena, u praksi je ovaj termin usko povezan sa primenama koje popravljaju ili zamenjuju delove ili cela tkiva (tj. organe, kosti, hrskavicu, krvne sudove, bešiku, kožu, mišiće itd.). Često obuhvaćena tkiva zahtevaju određena mehanička i strukturna svojstva za pravilno funkcionisanje. Termin se takođe primenjuje na napore da se izvode specifične biohemijske funkcije pomoću ćelija unutar veštački stvorenog sistema podrške (npr. veštački pankreas ili bio-veštačka jetra). Termin regenerativna medicina se često koristi kao sinonim za tkivno inženjerstvo, iako oni koji su uključeni u regenerativnu medicinu stavljaju veći naglasak na upotrebu matičnih ćelija ili progenitornih ćelija za proizvodnju tkiva.

## Pregled
Uobičajena definicija tkivnog inženjeringa, kako navode Langer i Vakanti, je „interdisciplinarna oblast koja primenjuje principe inženjerstva i nauka o životu na razvoj bioloških supstituta koji obnavljaju, održavaju ili poboljšavaju [biološke tkiva] funkcije ili celog organa“. Pored toga, Langer i Vakanti takođe navode da postoje tri glavna tipa tkivnog inženjeringa: ćelije, supstance koje indukuju tkivo i pristup ćelija + matriks (koji se često naziva skela). Tkivno inženjerstvo je takođe definisano kao „razumevanje principa rasta tkiva i primena toga za proizvodnju funkcionalnog zamenskog tkiva za kliničku upotrebu“. U daljem opisu se kaže da je „osnovna pretpostavka tkivnog inženjerstva da će primena prirodne biologije sistema omogućiti veći uspeh u razvoju terapijskih strategija koje imaju za cilj zamenu, popravku, održavanje ili poboljšanje funkcije tkiva“.
Razvoj u multidisciplinarnoj oblasti tkivnog inženjeringa doneo je novi set delova za zamenu tkiva i strategija implementacije. Naučni napredak u biomaterijalima, matičnim ćelijama, faktorima rasta i diferencijacije i biomimetičkom okruženju stvorio je jedinstvene mogućnosti za proizvodnju ili poboljšanje postojećih tkiva u laboratoriji od kombinacija projektovanih ekstracelularnih matrica („skele“), ćelija i biološki aktivnih molekula. Među glavnim izazovima sa kojima se sada suočava inženjering tkiva je potreba za složenijom funkcionalnošću, biomehaničkom stabilnošću i vaskularizacijom u laboratorijski uzgojenim tkivima namenjenim za transplantaciju.

## Literatura
- Davis ME, Motion JP, Narmoneva DA, Takahashi T, Hakuno D, Kamm RD,  . (фебруар 2005). „Injectable self-assembling peptide nanofibers create intramyocardial microenvironments for endothelial cells”. Circulation. 111 (4): 442—50. PMC 2754569 . PMID 15687132. doi:10.1161/01.CIR.0000153847.47301.80.
- Derksen MH (2008). Engineering flesh: towards professional responsibility for 'lived bodies' in tissue engineering. Technische Universiteit Eindhoven. ISBN 978-90-386-1428-1.
- Fountain HA (15. 9. 2012). „First: Organs Tailor-Made With Body's Own Cells”. The New York Times.
- Holmes TC, de Lacalle S, Su X, Liu G, Rich A, Zhang S (јун 2000). „Extensive neurite outgrowth and active synapse formation on self-assembling peptide scaffolds”. Proceedings of the National Academy of Sciences of the United States of America. 97 (12): 6728—6733. Bibcode:2000PNAS...97.6728H. PMC 18719 . PMID 10841570. doi:10.1073/pnas.97.12.6728 .
- Idrus AA (12. 9. 2018). „Vital Therapies falls 88%, ditches liver treatment after phase 3 fail”. FierceBiotech (на језику: енглески).
- Ma PX (мај 2004). „Scaffolds for tissue fabrication”. Materials Today. 7 (5): 30—40. doi:10.1016/s1369-7021(04)00233-0 .
- Mikos AG, Temenoff JS (2000). „Formation of highly porous biodegradable scaffolds for tissue engineering” (PDF). Electronic Journal of Biotechnology. 3 (2): 114—19. doi:10.2225/vol3-issue2-fulltext-5 .
- Nerem RM (2000).  Vacanti J, Lanza RP, Langer RS, ур. Principles of tissue engineering (2nd изд.). Boston: Academic Press. ISBN 978-0-12-436630-5.
- Semino CE, Kasahara J, Hayashi Y, Zhang S (2004). „Entrapment of migrating hippocampal neural cells in three-dimensional peptide nanofiber scaffold”. Tissue Engineering. 10 (3–4): 643—55. PMID 15165480. doi:10.1089/107632704323061997.
- Thompson J, Jones N, Al-Khafaji A, Malik S, Reich D, Munoz S,  . (март 2018). „Extracorporeal cellular therapy (ELAD) in severe alcoholic hepatitis: A multinational, prospective, controlled, randomized trial”. Liver Transplantation. 24 (3): 380—93. PMC 5873437 . PMID 29171941. doi:10.1002/lt.24986.
- Vishwakarma A (2014). Stem Cell Biology and Tissue Engineering in Dental Sciences. Elsevier. ISBN 978-0123971579.
- Viola J, Lal B, Grad O (14. 10. 2003). The Emergence of Tissue Engineering as a Research Field (PDF) (Извештај). Abt Associates Inc. „Alternate webpage” — преко nsf.gov.

## Spoljašnje veze
- Cell-Based Bone Tissue Engineering
- Clinical Tissue Engineering Center State of Ohio Initiative for Tissue Engineering (National Center for Regenerative Medicine)
- Organ Printing Архивирано 28 август 2008 на сајту  Multi-site NSF-funded initiative
- LOEX Center Université Laval Initiative for Tissue Engineering